# Вилкомир, Леонид Вульфович
Леонид Вульфович Вилкомир (4 марта 1912, Бухара — 19 июля 1942, под станицей Ермаковская Ростовской области) — русский советский поэт, журналист, военный корреспондент.

## Биография
С 1926 года жил в Москве. Работал на завод «Борец». Вступил в литературный кружок «Штурм» и в литкружковском сборнике опубликовал свои первые стихи. В 1931 году переехал в Нижний Тагил, где работал сотрудником газеты «Тагильский рабочий», а затем с 1932 года — ответственным секретарем и заместителем редактора многотиражной газеты «Уралвагонстрой», впоследствии получившей название «Вагоногигант». Вскоре стал известным в городе журналистом, в Тагиле написал большую часть своих стихов, в основном, на тему Урала, которому посвятил многие очерки и стихотворения.
В 1934 году Вилкомир поступил учиться в Литературный институт имени Горького.
В январе 1937 году большую статью «Черты героя» посвятил летчику-тагильчанину, первому Герою Советского Союза Нижнего Тагила С. А. Черных.
В 1938 году был призван в армию и получил направление в редакцию газеты «Красная звезда».
С начала Великой Отечественной войны — на фронте. Старший политрук. Корреспондент «Красной звезды». Летал на боевых самолетах, входил в состав танковых экипажей.
В официальном сообщении командования части о гибели Л. Вилкомира говорится:

«19 июля 1942 г. на аэродром, где дислоцируется 103 ШАП, прибыл корреспондент „Красной звезды“ старший политрук тов. Вилкомир за получением информации о боевых действиях летчиков. Узнав о предстоящем вылете группы самолетов на боевое задание, тов. Вилкомир стал проситься взять его в полет. Командир и военком части отказали ему в просьбе. Тогда тов. Вилкомир обратился к находящемуся в то время на аэродроме командиру 216 ИАД генерал-майору авиации тов. Шевченко. Генерал вначале отказал в просьбе, но потом вследствие настойчивой просьбы тов. Вилкомира дал своё согласие. Тов. Вилкомир полетел на ведущем самолете, который пилотировал лейтенант тов. Маслов. При выполнении боевого задания самолет был подбит с танковой пушки противника на высоте 400 метров и упал на землю в районе станции Ермаковская — территория занята противником. Летчик лейтенант тов. Маслов и корреспондент тов. Вилкомир в часть не возвратились».
Стихи поэта вошли в антологию «Советские поэты, павшие на Великой Отечественной войне» и «Строфы века. Антология русской поэзии» (составитель: Евгений Евтушенко, 1999).
Евгений Евтушенко: «…поэт, погибший на войне и оттого бережно сохранённый советским литературоведением. Он печатался с 1931 года, объехал корреспондентом весь СССР и даже в том самолёте, где погиб под Новочеркасском, числился „корреспондентом“, хотя исполнял обязанности стрелка-радиста. Составитель антологии когда-то заимствовал у него эпитет из тончайшей строки „подробные руки часовщика“».